# Powiat grodzieński (II Rzeczpospolita)
Powiat grodzieński – powiat województwa białostockiego II Rzeczypospolitej (przyłączony 19 lutego 1921 r.). Jego siedzibą było miasto Grodno.
Wcześniej powiat województwa trockiego, a po zaborach guberni grodzieńskiej. Dziś jego dawny obszar podzielony jest pomiędzy Białoruś (Rejon grodzieński), Litwę (Druskieniki) i Polskę (Kruszyniany, Krynki).
Rozpiętość powiatu obejmowała 130 km od Mordasowa po Gonczary (na osi północ-południe) oraz 83 km od Bykówki po Grzybowce (na osi wschód-zachód). Powiat posiadał eksklawę (gromadę Bykówka) na obszarze województwa nowogródzkiego (1921–29 powiatu lidzkiego, a 1929–39: powiatu szczuczyńskiego).

## Demografia
Według tezy Alfonsa Krysińskiego i Wiktora Ormickiego, terytorium powiatu wchodziło w skład tzw. zwartego obszaru białorusko-polskiego, to znaczy prawosławna ludność białoruska zamieszkiwała jedynie tereny wiejskie, zaś w większych miejscowościach dominowali Polacy.
W grudniu 1919 roku powiat grodzieński okręgu wileńskiego ZCZW zamieszkiwało 127 252 osób, z których 54,0% zadeklarowało się jako Polacy, 33,5% – Białorusini, 10,6% – Żydzi, 1,6% – Litwini, 0,3% – przedstawiciele innych narodowości. Na jego terytorium znajdowało się 1518 miejscowości, z których 8 miało 1–5 tys. mieszkańców, 1 miała 5–10 tys. mieszkańców i jedna powyżej 10 tys. mieszkańców. Największą z nich było Grodno z 28 165 mieszkańcami.
Według spisu powszechnego z 1921 roku, powiat w ówczesnych granicach zamieszkiwało 150 443 osób, w tym 83 419 (55,4%) Polaków, 39 511 (26,3%) Białorusinów, 25 316 (16,8%) Żydów, 1038 (0,7%) Rosjan, 976 (0,6%) Litwinów, 111 (0,1%) Niemców, 15 Francuzów, 14 Łotyszy, 11 Tatarów, 2 Gruzinów, 1 Czech, 1 Anglik, 1 Estończyk, 1 Rumun, 1 Szwajcar i 1 Turek.

## Religia
Według spisu powszechnego z 1921 roku, 61910 (41,2%) mieszkańców powiatu wyznawało rzymski katolicyzm, 56150 (37,3%) prawosławie, 31823 (21,2%) judaizm, 328 (0,2%) protestantyzm, 165 (0,1%) islam, 19 greko-katolicyzm, 16 osób było staroobrzędowcami, 8 baptystami, 1 wiernym Apostolskiego Kościoła Ormiańskiego. 22 osoby zadeklarowały brak wyznania, a w przypadku 1 osoby nie udało się go ustalić.

## Oświata
W powiecie grodzieńskim okręgu wileńskiego ZCZW w roku szkolnym 1919/1920 działało 79 szkół powszechnych, 4 szkoły średnie, 5 szkół zawodowych i 1 seminarium nauczycielskie. Ogółem w szkołach uczyło się 8961 dzieci i pracowało 269 nauczycieli.

## Miasta i gminy
Poniższa tabela podaje podstawowe dane dla miast i gmin powiatu grodzieńskiego według stanu z 30 września 1921 roku
| Jednostka          | Siedziba władz     | Rodzaj jednostki | Ludność | Budynków mieszkalnych | Miejscowości |
| ------------------ | ------------------ | ---------------- | ------- | --------------------- | ------------ |
| Druskieniki        | Druskieniki        | miasto           | 989     | 308                   | 1            |
| Grodno             | Grodno             | miasto           | 34694   | 2874                  | 1            |
| Indura             | Indura             | miasto           | 2323    | 336                   | 1            |
| Krynki             | Krynki             | miasto           | 5206    | 732                   | 1            |
| Skidel             | Skidel             | miasto           | 2907    | 384                   | 1            |
| Berszty            | Berszty            | gmina wiejska    | 6119    | 1100                  | 62           |
| Brzostowica Mała   | Brzostowica Mała   | gmina wiejska    | 4021    | 582                   | 35           |
| Brzostowica Wielka | Brzostowica Wielka | gmina wiejska    | 4275    | 558                   | 43           |
| Dubno              | Dubno              | gmina wiejska    | 3128    | 619                   | 13           |
| Hołynka            | Hołynka            | gmina wiejska    | 3758    | 473                   | 40           |
| Hornica            | Kopciówka          | gmina wiejska    | 5711    | 952                   | 64           |
| Hoża               | Hoża               | gmina wiejska    | 5922    | 1037                  | 54           |
| Hudziewicze        | Hudziewicze        | gmina wiejska    | 3878    | 691                   | 35           |
| Indura             | Indura             | gmina wiejska    | 6533    | 1118                  | 52           |
| Jeziory            | Jeziory            | gmina wiejska    | 5317    | 851                   | 36           |
| Kamionka           | Kamionka           | gmina wiejska    | 4989    | 883                   | 47           |
| Krynki             | Krynki             | gmina wiejska    | 4110    | 752                   | 42           |
| Łasza              | Pohorany-Kwasówka  | gmina wiejska    | 4269    | 682                   | 34           |
| Łunna              | Łunna              | gmina wiejska    | 5911    | 929                   | 37           |
| Massalany          | Massalany          | gmina wiejska    | 4246    | 740                   | 39           |
| Mosty              | Mosty Prawe        | gmina wiejska    | 4488    | 651                   | 25           |
| Porzecze           | Porzecze           | gmina wiejska    | 6404    | 1145                  | 47           |
| Skidel             | Skidel             | gmina wiejska    | 5921    | 1000                  | 63           |
| Wiercieliszki      | Wiercieliszki      | gmina wiejska    | 5842    | 932                   | 44           |
| Wołpa              | Wołpa              | gmina wiejska    | 5115    | 837                   | 30           |
| Żydomla            | Żydomla            | gmina wiejska    | 4367    | 792                   | 38           |

### Zmiany
- 19 lipca 1922 gminę Massalany przemianowano na Wielkie Ejsymonty z siedzibą w Wielkich Ejsymontach[8][9].
- 1 lipca 1925 utworzono gminę Marcinkańce z części obszaru byłych gmin orańskiej i mereckiej byłego powiatu trockiego, położonych na lewym brzegu Uły i Mereczanki[10]. W związku z demarkacją granicy z Litwą Środkową w 1920 roku północne części tych gmin weszły w skład Litwy Kowieńskiej, natomiast południowe odcinki (na prawym brzegu Mereczanki) znalazły się w strefie tzw. pasa neutralnego. Odcinki te (bez formalnego statusu gminy) przyznano Polsce w lutym 1923 w myśl decyzji Rady Ambasadorów i dołączono do przyległego powiatu grodzieńskiego[11] w woj. białostockim[12][13][14]. Dopiero w 1925 roku z omawianego obszaru powstała nowa gmina Marcinkańce.
- 15 grudnia 1926 do gminy Hornica włączono miejscowości Karolin-Dobrowolszczyzna, Karolin-Piaski i Fiszki-Tyrkina z gminy Nowy Dwór w powiecie sokólskim w tymże województwie[15]. Miejscowości te włączono do gromady Czechowszczyzna[16].
- 29 maja 1929 gminę Kamionka włączonoa do nowo utworzonego powiatu szczuczyńskiego w województwie nowogródzkim[17]. 21 czerwca przyłączono do niej część obszaru zniesionej gminy Dziembrów (miasteczko Dziembrów, wsie Prudce, Zawałki, Sawicze, Spuszcza Stara i Spuszcza Nowa, okolicę Chamowszczyzna oraz folwarki Dziembrów i Spuszcza)[18].
- 1 października 1931 z gminy Porzecze wyłączono miejscowości Druskieniki (wieś), Piaski i Kłoniszki, a z gminy Marcinkańce miejscowości Poganka, Samouki i Młynek, włączając je do miasta Druskieniki[19].

## Gromady
16 października 1933 gminy powiatu grodzieńskiego podzielono na 508 gromad:
| Gmina              | Liczba gromad | Gromady |
| ------------------ | ------------- | --- |
| Berszty            | 10            | Berszty, Brzostowica, Głuszniewo, Kobele, Nowa Ruda, Nowosiółki, Piłownia, Suchary, Szumy i Zasada |
| Brzostowica Mała   | 26            | Bohdziuki, Brzostowica Mała, Chilaki, Daniłki, Dołbianki, Dzieniewicze, Ejsymonty Małe, Golnie, Kamionka, Koleśniki, Kończany, Kowale (wieś), Kowale (kolonia), Kurkieże, Milatycze, Olekszyce, Piotrowce, Podbogoniki, Półjanowicze, Pychowczyce, Sinki, Spudwiły, Szum, Wierzchowlany, Żukiewicze Duże i Żukiewicze Małe                                                                                             |
| Brzostowica Wielka | 20            | Bergele, Bobrowniki, Brzostowica Wielka I (część chrześcijańska), Brzostowica Wielka II (część żydowska), Brzostowica os., Brzostowica st. kol., Brzostowiczany, Chmielisko, Ciecierówka, Ejminowce, Jaryłówka, Karpowce, Kaszyńce, Lepiosy, Leśniewicze, Parfimowce, Pluskałowce, Starzyńce, Szelepki i Żebry |
| Dubno              | 9             | Czerlonka, Dubno, Kniażewodce, Kozakowce, Mikłaszowce, Sawinka, Soroczyce, Suchenicze i Zapole |
| Ejsymonty Wielkie  | 28            | Boryski, Cydziki, Ejsymonty Wielkie, Glindzicze, Jodkiewicze Małe, Jodkiewicze Wielkie, Kajeniowce, Kaleniki, Kordziki, Kowale, Kraśnik, Kubielniki, Kuliki, Maciejewicze, Massalany, Massalany maj., Misiewicze, Nowiki, Nowosiółki, Nowy Dwór, Piaski, Remuciowce, Staniewicze, Trumpy, Trzeciaki, Wołotyń, Wrony i Żukiewicze                                                                                       |
| Gudziewicze        | 26            | Burniewo, Chmielisko, Ciniewicze, Dublany, Grzybowce, Gudziewicze, Hanosowce, Kulowszczyzna, Latki, Marcianowce, Miesztuny, Mitkiewicze, Nacewicze, Nikanowce, Odźwierna, Ostrowo, Pietraszowce, Piłki, Poczujki, Radziewicze, Sedejki, Siedzieniewicze, Siemaszki, Siemierenki, Struga i Suwaki |
| Hołynka            | 30            | Bursowszczyzna, Chomontowce, Ciumicze, Dublany, Gobiaty, Grzybowce, Hołynka, Hołynka kol., Jodzicze, Klukowce, Kruszyniany, Kule, Łosiniany, Łużany, Mińczuki, Mostowlany, Mostowlany os., Narejki, Nieporożniowice, Ozierany Małe, Ozierany Wielkie, Popławce, Rudaki, Rudawa, Rudowlany, Skroblaki, Świsłoczany, Zielona, Zubki i Zubry                                                                              |
| Hornica            | 33            | Brzosty, Byczki, Cwiklicze, Czechowszczyzna, Gibulicze, Gnojnica, Grzywki, Hornica, Horny, Józefówka, Kiełbasin, Kołpaki, Kopciówka, Korzeniewicze, Koszewniki, Kowalce, Małachowicze, Olszanka Mała, Olszanka Wielka, Piłsudy, Pohorany, Połotkowo, Poniemuń, Putne, Skomoroszki, Sławicze, Słomianka, Soły, Suchmienie, Wicki, Żukiewicze, Żukiewicze kol. i Żylicze                                                 |
| Hoża               | 27            | Barbarycze, Boguszówka, Budniki, Cidowicze, Czeszczewlany, Dąbrowa, Grandzicze, Gumbacze, Hoża, Jałowszczyzna, Kamieniste, Leśnica, Łapienki, Łukawica, Ogrodniki, Ostrówek, Plebaniszki, Podjeziorki, Polnica I, Polnica II, Przełom, Przesiółka, Rusota, Rusota Kamienna, Wierzchpole, Zagórniki i Zarzyca |
| Indura             | 36            | Bielewo, Bobrowniki, Bojary, Buraki, Dubówka, Dziemidkowo, Hlebowicze, Hrajno, Jarmolicze, Jaśkiewicze, Koniuchy, Kozły, Krugliki, Łaniewicze, Łapieniowce, Łuckowlany, Michaliny, Mogilany, Nowosiółki, Ogrodniki, Pacynki, Petelczyce, Pieśle, Plebanowce, Poczobuty, Prokopowicze, Rogacze, Sarosieki, Trochimy, Wiśniówka, Zaniewicze, Zarubicze, Zarubicze os., Żarnówka Mała, Żarnówka Rządowa i Żarnówka Wielka |
| Jeziory            | 29            | Bondary, Buszniewo, Dubienka, Hubinka, Jeziory I, Jeziory II, Kamczatka, Kamieniste, Kaniewicze, Koniuchy, Korczyki, Liszczyce, Łaszewicze, Łokno, Łozy, Mostki, Orechwicze, Ostrowo, Parszukiewicz-Pole, Prudy, Pyra, Reduta, Siny Kamień, Starzyna, Stryjówka I, Stryjówka II, Strzelce, Wilanowo i Zaberezino |
| Krynki             | 25            | Białogorce, Białokozy, Chłodne Włóki, Geniusze, Ignatowce, Jamasze, Kudrycze, Kundzicze, Kurczowce, Łapicze, Makarowce, Nietupa, Nowa Grzybowszczyzna, Odła, Ostapkowszczyzna, Ozierskie, Pietraszewicze, Plebanowo, Porzecze, Proniewicze, Rusaki, Rzepowicze, Sanniki, Siemionówka i Służki |
| Łasza              | 25            | Balicze, Baranowo, Chlistowicze, Chomiki, Dekałowicze, Doroszewicze, Ferma, Kaleniki, Korozicze, Kowalicze, Kuncowszczyzna, Kuźmicze, Kwasówka Żołnierska, Likówka, Litwinki-Łaniewicze, Łasza, Martowo, Nieciecze, Ogrodniki, Pohorany Dolne, Pohorany Górne (z Kwasówką), Rudawica, Stecki, Sucha Dolina i Swisłocz                                                                                                  |
| Łunna              | 27            | Bohatyrowicze, Chomicze, Dubrowlany, Gladowicze, Kamienczany, Kosiły, Koziejki, Kucharze, Kuczyce, Łunna I (część chrześcijańska), Łunna II (część żydowska), Małe Nowosiółki, Marcinowce, Masztalerze, Mieszetniki, Miniewicze, Nowosiółki, Podborzany, Poniżany, Strzelce, Szczeczyce, Szczerbowicze, Towściki, Zagorany, Zaleski, Żylicze i Żylicze osady                                                           |
| Marcinkańce        | 17            | Derżele, Dubieniki, Gruta, Kaszety, Kobele, Kopieniszki, Marcinkańce, Mordasowo, Morgiewicze, Mustejka, Nierowo, Puchacze, Randomańce, Rotnica, Rudnia, Szklary i Wieciuny |
| Mosty              | 14            | Bojary, Bykówka, Cielmuki, Daszkowce, Hołynka, Mikielewszczyzna, Mosty osada fabryczna, Mosty osada kolejowa, Mosty Lewe, Mosty Prawe, Nowosiółki, Stefaniszki Małe, Stefaniszki Wielkie i Zaniemeńsk |
| Porzecze           | 22            | Chomąty, Dąbrowa, Dziertnica, Hoduny, Humniszcze, Jaśkielewicze, Jeziorki, Lichacze, Łosiewo, Łotjezioro, Przesielce, Porzecze, Porzecze miasteczko, Przewałka, Rotnica (lewobrzeżna), Rybnica, Sałacie, Sobolany, Stara Ruda, Szandubra, Wierchdubie i Zapurwie |
| Skidel             | 34            | Bielakowszczyzna, Birulicze, Bobrownia, Bubny, Chaniewicze, Charcica, Chwaty, Chwojniany, Czerlona, Gliniany, Goroszki, Hołowacze, Huszczyce, Karaszewo, Kaszubińce, Kotra, Kowszowo, Ławno, Ławno osada, Mazanowo, Mostowlany, Niekrasze, Ochrymowce, Ogrodniki, Pieszczanka, Prystupicze, Puzewicze, Rewki, Rusinowce, Ryski, Sikorzyca, Strzelce, Suchowlany i Zalesiany                                            |
| Wiercieliszki      | 26            | Bojary, Dziewiatówka, Ejsymonty, Hołownicze, Kaplica Mała, Kaplica Wielka, Kazimierówka, Kazimierówka kol., Kozłowicze, Kulbaki, Małyszczyzna, Olenicze, Piluki, Przygodzicze, Putryszki, Rokitno, Rydziele, Siwkowo, Sypana Góra, Szczeczynowo, Tobolska Budka, Toboła, Topolowo, Wiercieliszki, Zabogoniki i Żydowszczyzna                                                                                           |
| Wołpa              | 19            | Aleksandrówka, Bobry, Daniłowce, Długopol, Dubowce, Dzieńkowce, Hledniewicze, Kowale, Kulszyce, Łazy, Ogryzki, Plebanowce, Połówki, Rybaki, Starzyna, Tupiczany, Wołpa I (część chrześcijańska), Wołpa II (część żydowska) i Zamościany |
| Żydomla            | 25            | Budowla, Bylczyce, Cydziki, Jurewicze, Komotowo, Kurpiki, Masztalery, Migowo, Nowosiółki, Obuchowicze, Obuchowo, Ogrodniki, Pławy, Pużycze, Rokicie, Sawolówka, Sieluki, Strupin, Tołoczki, Zagorce, Zakrzewszczyzna, Zapole, Zawadzicze, Żuki i Żydomla |

### Zmiany
- 24 maja 1938 utworzono nową gromadę Batorówka z części obszaru gromady Ejsymonty w gminie Wiercieliszki[22].

## Starostowie
- Alfons Rozen (1920-)[23]
- Zygmunt Robakiewicz